# ميخائيل لي (لاعب هوكي الحقل)
ميخائيل لي هو لاعب هوكي الحقل كندي، ولد في 18 أبريل 1980.